# 혼슈 고산 구과수림
혼슈 고산 구과수림(영어: Honshū alpine conifer forests)은 일본 혼슈 중부의 고산지대의 면적 약 11,000 평방킬로미터를 덮고 있는 온대 구과수림이다. 오시마반도의 고산림은 홋카이도에 있지만 혼슈 고산 구과수림에 속한다.
좀솔송나무, 진달래, 조종진달래, 큰흰전나무, 흰전나무, 가문비나무가 숲을 이루며, 숲 바닥에는 각종 초본과 양치류가 번창한다. 특히 섬조릿대가 매우 빽빽하게 자란다.
동물은 꽃사슴과 반달가슴곰이 서식한다. 조류로는 뇌조와 검수리가 대표적이다.